# Megève
Megève este o comună în departamentul Haute-Savoie din sud-estul Franței. În 2009 avea o populație de 3.907 de locuitori.

## Evoluția populației
| An        | 1975  | 1982  | 1990  | 1999  | 2006  | 2009  |
| --------- | ----- | ----- | ----- | ----- | ----- | ----- |
| Populație | 5.209 | 5.255 | 4.750 | 4.509 | 3.960 | 3.907 |